# Маздак (роман)
«Маздак» — исторический роман Мориса Симашко, вышедший в 1968 году в Казахстане. «Маздак» стал первым и на сегодняшний день единственным художественным произведением русскоязычного автора, посвящённым истории доисламского Ирана (Эран-шахра). События в романе относятся к середине эпохи правления династии Сасанидов (III—VII вв.). В центре сюжета — необыкновенное, оставшееся в памяти на долгие века утопическое и протокоммунистическое движение маздакитов, переросшее из религиозно-философского учения в рамках зороастризма в революционное движение.

## Сюжет
491 год. В столицу Сасанидского царства — Ктесифон — прибывает византийское посольство от императора Зенона. Старый дипломат, сенатор Агафий Кратисфен предъявляет персидскому правительству официальное требование вернуть Византии уступленный некогда на 120 лет пограничный город Нисибин и одновременно собирает сведения о положении в столице враждебной державы. За пышным великолепием царского дворца, торжественным церемониалом и изысканной роскошью знати скрывается глубокий кризис. В Эраншахре уже семь лет царит голод, на улицах повсюду лежат мертвецы и умирающие. Агафий Кратисфен знает, что белые гунны обложили Иран огромной данью после разгрома и гибели персидского войска в Каракумах, а желтые гунны ежегодно вторгаются через кавказские проходы и грабят Закавказье. Сенатор становится свидетелем развязного поведения персидских феодалов, почти открыто покушающихся на власть и авторитет молодого царя Кавада. На одной из площадей он впервые видит зороастрийского жреца по имени Маздак, который обличает жадность и лицемерие власть имущих и призывает разделить все богатства поровну. Агафий Кратисфен встречает на улице загадочного молодого всадника с закрытым лицом: тот спасает мальчика-цыгана, которому собирались отрубить руку за кражу курицы. Сенатор узнает во всаднике молодого царя Кавада.
Вскоре после этих событий в Ктесифон приезжает юный несторианин Авраам из пограничного Нисибина, которого случайно встретил глава царских диперанов (писцов) Картир и оценил его необыкновенные способности переводчика. Авраам получает хорошую должность в столице; его новые друзья — перс Артак, армянин Вуник, еврей Абба, — быстро посвящают его в тонкости столичной жизни и придворных интриг. В качестве диперана Авраам присутствует на царском совете, на котором выступают самые могущественных люди страны: умный и хитрый вазирг Шапур, грубый солдафон эранспахбед Зармихр и красноречивый оратор — мобед Маздак. Персидская знать обеспокоена народными восстаниями в провинции, разграблениями богатых домов, убийствами и насилиями. В этой ситуации верховный жрец, мобедан мобед, предлагает царю отвлечь внимание народа, устроив большой погром христиан и евреев в Иране; Зармихр требует послать войска и растоптать бунтовщиков боевыми слонами; вазирг Шапур советует знати выделить пятую часть своих богатств на помощь простым людям. Маздак же снова и снова призывает к полному переделу имущества, уговаривает открыть зернохранилища и накормить голодных, а женщин из гаремов богачей раздать тем из бедняков, кто не может позволить себе завести семью. Постепенно ситуация в стране накаляется, а слава о Маздаке выходит за пределы Ктесифона. Всадники-гусары (гургасары, «Волкоголовые») начинают отгонять людей от храма огня, перед которым проповедует Маздак, но их становится всё больше и больше. Веселая и либеральная столичная молодежь сочувствует призывам Маздака, но не вмешивается в борьбу на его стороне.
Картир поручает Аврааму составить «Книгу владык» — историю династии Сасанидов, и тот с радостью принимается за работу в библиотеке. Здесь Авраам знакомится с царем Кавадом и его другом-сверстником, молодым полководцем Сиявушем. Встреченный Авраамом в дворцовом саду цыганенок Рам просит его передать, что засевшие в кустах лучники готовятся убить царя. Сиявуш помогает предотвратить покушение, но главного убийцу — рябого разбойника, — схватить не удаётся. Позже Авраам видит его среди каторжников-гуркаганов («Волчья кровь»), которых перегоняют через дорогу. Спасшийся Кавад начинает доверять Аврааму, а когда узнаёт, что они родились в один день, считает, что их судьбы мистическим образом связаны.
Авраам ухаживает за Мушкданэ, дочерью садовника, вызывает её на свидания ночью в саду, но не решается на большее. Друзья Авраама — диперан Артак и певец Кабруй-хайям — приглашают его в зороастрийский храм, где жрицы танцуют и отдаются пришедшим мужчинам, однако у Авраама свои представления о любви, и он снова не решается на интимную близость. Неожиданно он становится свидетелем свидания младшей жены Картира, Фарангис, с воителем Сиявушем. Друзья Авраама посмеиваются над стариком Картиром, который взял в жены красавицу Фарангис, а потом не выдержал её любовного пыла и был рад предоставить её молодому царскому другу. Авраам мечтает о Фарангис, но понимает, что высокородному полководцу он не соперник.
Между тем голод и угнетение со стороны знати приводят к социальному взрыву. Массы голодных с факелами в руках входят со всех сторон в Ктесифон. Они стекаются к храму, где их встречает Маздак и встаёт во главе толпы, зажигая факел от священного огня. Безоружная масса людей заполоняет дворцовую площадь; царь Кавад выходит к народу, приветствует Маздака и пришедших вместе с ним. Аристократы пытаются противодействовать: эранспахбед Зармихр выводит на площадь боевых слонов, чтобы разогнать толпу. Но один из друзей Авраама, Фархад-гусан, в одиночку скачет на строй гургасаров с обнаженным мечом, и всадники уступают ему дорогу. Фархад-гусан отрубает голову Зармихру, и сторонники Маздака торжествуют победу.
После «Красной ночи» Маздак становится главным советником Кавада, а царских чиновников направляют на раздачу голодающим зерна из хранилищ. Одновременно распределяют и женщин из гаремов. Реформы проводят люди в красных куртках — деристденаны («Верящие в правду»), поклявшиеся изменить мир согласно учению Маздака. Сам Маздак продолжает свои проповеди, в которых роль ритуальной составляющей играет сочетание четырех сил, семи сущностей и двенадцати действий. Но гораздо важнее рациональная часть его учения, в которой Маздак призывает ко всеобщему согласию, не разрешает грабить имущество знати; он осуждает насилие, позволяя только обороняться от нападающих. Это не нравится многим его сторонникам. Во главе радикалов становится датвар (судья) Розбех, который ненавидит аристократов и призывает к их физическому истреблению. Эти настроения усиливаются, когда феодалы начинают по всей стране вооружённую борьбу против царя Кавада, Маздака и их сторонников. Розбех требует от царя дать деристденанам «право на убийство». Кавад под влиянием Маздака отказывает Розбеху.
Прекрасная Фарангис узнаёт о ночных визитах Авраама в сад и неожиданно отдаётся ему. Но наутро после безумной ночи любви Авраам получает от старого Картира приказание отправиться с поручением на восточную границу, в ставку Хушнаваза, повелителя белых гуннов. Здесь Авраам проводит долгое время, изучает местные нравы и обычаи, находит новую любовь и даже покупает себе на базаре рабыню для постели — Роушан. Но он не может забыть о Фарангис. Девочка-рабыня Роушан становится его приёмной дочерью, и позже Авраам выдает её замуж за Шерьездана, одного из воинов Хушнаваза. Вместе с Шерьезданом Авраам путешествует по бескрайним степям, разыскивая мифический город Сиявушкарт, но в конце концов возвращается на иранскую границу.
Авраам едет в Ктесифон, по пути убеждаясь, что покой в Иране так и не наступил. На страну обрушиваются засуха, наводнения, саранча, полчища крыс исходят из голодной страны, в провинции приносят в жертву младенцев. Феодалы продолжают борьбу против царя-отступника. Маздакиты начинают жестоко подавлять сопротивляющихся, Розбех добивается создания карательных отрядов из деристденанов, среди которых выделяется жестокий рябой командир, называющий себя Тахамтан («Сделанный из железа»). Недовольство растет. Наконец, в 496 году знать и армия организовывают переворот. Кавад свергнут и заточён в Замке забвения на юге Ирана, феодалы возводят на престол его безвольного брата — Замаспа. По всей стране начинается охота за деристденанами и прочими маздакитами, сторонники старых порядков ловят их и выкалывают им глаза. Маздак укрывается в северных горах с верными сподвижниками, и в Иране ходят упорные слухи о его смерти.
К Аврааму снова является молодой цыган Рам и рассказывает, как пробраться к Замку забвения. Авраам находит Сиявуша, который прячется в покоях Фарангис, и вместе они отправляются спасать царя Кавада. Побег удаётся, но Фарангис падает в пропасть, и попытка Авраама спасти её напрасна. Кавад, Сиявуш и Авраам едут на восток. Каган Хушнаваз даёт Каваду 50-тысячное войско, и в 499 году кочевники вновь возводят Кавада на персидский престол. Замаспа ослепляют, реформы возобновляются. Авраам снова в Ктесифоне и вместе со всеми с нетерпением ждёт возвращения Маздака.
При большом стечении народа в столицу торжественно въезжает белый слон, на котором стоит человек в красных одеждах с факелом в руке. В момент, когда его приветствуют как Маздака, Авраам узнаёт в нём Тахамтана, а сверх того — ещё и убийцу, стрелявшего когда-то в царя из кустов, рябого главаря гуркаганов, бежавшего из подземелья. Вскоре становится ясно: после смерти Маздака сторонники террора во главе с Розбехом добились для Тахамтана и его приспешников «права на убийство» и отдали в их распоряжение всю страну. На царских советах Тахамтана называют Маздаком, ему поклоняются как высшему существу. Сторонники Тахамтана свели учение Маздака к ритуальной формуле «Четыре, Семь и Двенадцать», в остальном делают что им заблагорассудится, лишая имущества и жизни как аристократов, так и простых людей, пользуются всеми благами, которые раньше были доступны только знати.
Начинается правление людей в черных куртках — друзей Тахамтана, бывших каторжников, которые постепенно оттесняют на задний план честных и восторженных деристденанов. Согласно плану Розбеха, люди в черных куртках ездят по улицам, являются по ночам в дома, всех несогласных подцепляют длинными крючьями для утаскивания трупов — под подбородок, под ребра и в промежность — и уводят в неизвестность. Тахамтан и его окружение — горбатый карлик Гушбастар и младший брат Зармихра, аристократ Фаршедвард, отдавший своих родственников в руки палачей — заправляют всем на царских советах. Странной смертью погибает вазирг Шапур, пытавшийся возражать Розбеху и Тахамтану. Старые маздакиты ещё пытаются убедить себя, что методы борьбы с инакомыслящими продиктованы необходимостью, а народ бездумно поклоняется Тахамтану, точно так же, как прежде Маздаку.
502 год. Начинается война между Ираном и Византией. Фанатичные деристденаны с одними лишь ножами в руках идут на ряды закованных в броню византийцев и одерживают победу в битве. Войска Кавада берут штурмом византийскую крепость Амиду. Война выиграна, но по возвращении деристденанов не впускают в Ктесифон, а царское войско рубит мечами тех, кто пытается пробиться в столицу. Власть окончательно переходит к партии Тахамтана. На площадях устраивают казни аристократов, их жен и детей: их топчут пьяные слоны. Розбех горячими речами оправдывает террор. Вскоре люди в черных куртках крючьями утаскивают самого Розбеха и казнят множество его сподвижников, а также всех, кто ещё осмеливался возражать.
Царь Кавад становится марионеткой при «Маздаке»-Тахамтане и группе бывших гуркаганов. Зверские казни продолжаются, становятся всё более массовыми и жестокими. Всем христианам вешают на шеи тяжелые деревянные кресты, а всем иудеям — медные шары размером с голову младенца. В стране не осталось другой памяти о первоначальном учении Маздака, кроме формулы «Четыре, Семь и Двенадцать», повторяемых приверженцами Тахамтана по любому поводу. Гибнут или попадают в заточение почти все друзья Авраама — Артак, Абба, Вуник, Фархад-гусан, Кабруй-хайям. Только самого Авраама старается спасти царь Кавад, который верит, что судьбы ровесников связаны.
Кавад отправляет Авраама с посольством в Константинополь, где изнеженные и беспечные византийцы проводят время в пирах и на ипподроме, а некоторые с восторгом отзываются о Тахамтане и мечтают установить в своем государстве подобный режим. Авраам возвращается в Ктесифон, не в силах преодолеть ностальгию, и тогда Кавад приказывает ему навсегда уехать на восточную границу. Двадцать лет Авраам проводит на краю пустыни в Мерве, где Шерьездан и Роушан считают его родственником и не забывают о нём.
Спустя двадцать лет, в 528 году, Авраам возвращается в Ктесифон. Царь Кавад призывает его к себе, не раскрывая своих планов. Перед царским дворцом должен состояться великий диспут, и сторонники Тахамтана торжественно въезжают в столицу. Постаревшие вожди гуркаганов, одетые, все как один, снова в красные куртки, входят на площадь, а на слоне едет «Маздак», в котором на этот раз Авраам узнаёт бывшего надсмотрщика за рабами Мардана, трусливого и жалкого. В этот момент сын Кавада, царевич Хосров, выводит на площадь отряд воинов, которые с четырех сторон окружают захваченных врасплох «маздакитов». Авраам понимает, что пришёл конец и мечтам о царстве справедливости, и мрачным годам террора.

## Исторический параллелизм
Уже вскоре после издания книги в советских интеллектуальных кругах стали отмечать явное сходство между событиями «Красной ночи», описанной в романе «Маздак», с Октябрьской революцией 1917 года, а особенно дальнейшей, крайне негативной, эволюции: от прогресса к антиутопии.
 «я пошел в ЦК, и там в отделе пропаганды и агитации прочитали роман и дали добро. Как-никак, темой была революция, но они великолепно понимали, о чем там идет речь. Нет, не все было однозначно в самой партии.
…Понимая, насколько необычен роман для чтения, я не ожидал его массового издания. И вдруг в короткие сроки „Маздак“ вышел в разных издательствах чуть ли не миллионным тиражом, не задерживаясь на полках книжных магазинов. Однако рецензии на него поначалу стали выходить во Франции, Германии, Польше, в других странах. У нас их, по-видимому, не решались писать, боясь скомпрометировать автора. Директор Института востоковедения Академии наук СССР Бободжан Гафуров передал мне через общих знакомых: „Скажите Морису, что я сразу узнал, где в его романе Ленин и где Сталин!“…»
Морис Симашко. «Четвертый Рим» 
Сам писатель неоднократно отрицал свое намерение выстроить параллели между движением маздакитов и большевистской революцией, даже подчеркивал, что не собирается, в отличие от Лиона Фейхтвангера, «осовременивать историю». Разумеется, в советское время данную тему литературные критики предпочитали не затрагивать, а если и выдвигались предположения о том, что за историческими персонажами V века скрываются государственные деятели недавнего прошлого, то в форме догадок об аналогиях с Третьим Рейхом. Известный литературовед Зоя Кедрина писала в предисловии к одному из казахских изданий «Маздака»:
 «Изуверские черты фашизма начинают проступать сквозь исторически достоверное изображение кровавого террора, при помощи которого „лжемаздаки“ не просто подавляют восстание, а с изощренной жестокостью истребляют одного за другим ближайших сподвижников истинного Маздака и царя Кавада… Параллели с фашизмом напрашиваются еще и потому, что о нем напоминают не только некоторые портретные сходства („Слушающий ночные сны“ карлик-горбун — с Геббельсом, бесноватый и коварный убийца лжемаздак Тахамтан — с Гитлером). Через все повествование проходит „арийский“ мотив… Но этим не ограничиваются возникающие у читателя параллели с современностью: деяния Пол Пота и Иенг Сари, ужасы режима Пиночета, ку-клукс-клан — вся мерзость реакции находит свои аналоги в картинах прошлого».

Зоя Кедрина, предисловие к изданию «Маздака» 1983 г. 
Тем не менее для творчества Мориса Симашко настолько характерны многочисленные попытки осмысления причин трансформации ленинизма в сталинизм, превращения гуманистических лозунгов в оправдание террора, что в «Маздаке» видели и продолжают видеть зашифрованное изложение событий в России первой половины XX века. Этому способствовали многочисленные черты портретного сходства, в изобилии встречающиеся в тексте — как Маздака с Лениным (низкий рост, высокий лоб, картавость, характерные жесты и т. д.), так и Тахамтана со Сталиным (само имя «Тахамтан» — калька со слова «Сталин», криминальная карьера, рябое лицо, исключительная память, привычка подолгу молчать и пр.). Гонения на «розбехидов» легко сопоставимы с судьбой троцкистов; можно найти и другие аналогии.
В личностях героев романа легко угадываются и представители разных народов СССР, например Шерьездан и Роушан олицетворяли казахский и узбекский этносы. Примечательно, что герой романа находит заботу у них во времена гонений лжемаздакидов, а историческое смешение этих этносов также отображает реальные события истории.
 «Уже в 60-е годы, в конце, и в самом начале 70-х он написал несколько гениальных вещей. Я повторяю — гениальных вещей. А в частности. Это роман „Маздак“ — якобы о восстании маздакитов в 6 веке нашей эры, в Эраншахре, во времена Сасанидов. А на самом деле — это вообще про революцию. Про советскую революцию, про становление Советской власти, про борьбу и перерождение революционеров. В те времена такая книга появиться в общем не могла, но цензоры и редакторы были достаточно тупы, чтобы не видеть».

М. И. Веллер, «Перпендикуляр». М., 2008. 